# Svetovno federalistično gibanje
Svetovno federalistično gibanje je globalno gibanje, ki se zavzema za mir na svetu ter za krepitev svetovnih demokratičnih institutcij. Gibanje ima obsežne programe, ki pomagajo ščititi ljudi pred genocidom, vojnimi zločini in zločini proti človeštvu. Zavzema se za transparentnost vladanja, za povečanje dostopa do pravnega varstva in za vladavino prava. Gibanje je bilo ustanovljeno leta 1947. 